# Landesa
«Landesa» — міжнародна благодійна організація, метою якої є утвердження прав на землю селян із країн, що розвиваються. «Landesa» співпрацює із владою та неурядовими організаціями для того, щоб захистити права малозабезпечених сімей на землю, котру вони обробляють. Понад сто мільйонів сімей одержали допомогу за час існування організації. Афганістан, Буркіна-Фасо, Бурунді, Ґана, Ефіопія, Індія, Китай, Кенія, Ліберія, Малі, Пакистан, Руанда, Уганда — ось список країн, в яких зараз веде діяльність «Landesa».

## Історія
У шістдесятих роках XX ст. Рой Простермен розпочав громадську діяльність з метою зрівняння в аграрних правах бідних та багатих селян Латинської Америки. Він заснував RDI (англ. Rural Development Institute) — цю назву було змінено на сучасну у 2010 році. В ті роки, коли було засновано RDI, помітною подією була війна у В'єтнамі. Простермен зауважив, що захист прав на землю може надати бідним селянам можливість впевнено зайнятись аграрним виробництвом, щоб прогодувати свою сім'ю та покращити своє матеріальне становище. Це, на думку Простермена, мало зменшити кількість протестуючих та масштаби конфлікту.

## Діяльність організації
За час свого існування «Landesa» діяла в більш як 45 країнах.  Зараз «Landesa» допомагає жителям Індії, Китаю та деяких африканських країн. Для розуміння важливості цієї організації варто звернути увагу на те, що більшість бідних сімей живуть у сільській місцевості, де землеробство є ключовою складовою прибутку.
Також «Landesa» бореться за земельні права жінок. Організація займається донесенням до них правової бази та утвердженням загальних норм на юриличному рівні; зокрема, йдеться про рівні аграрні права для чоловіків та жінок. Тривають роботи з формування електронного збірника аграрних законів країн світу, що стосуються прав жінок.
Можна виділити 5 складових роботи «Landesa» над земельним правом:
- Дослідження полів, їх експертна оцінка та інвентаризація
- Перегляд існуючих законів аграрного сектору, розробка нових законів на підтримку програм організації
- Просування, всестороння підтримка та допомога в прийнятті та утвердженні нововведень
- Поширення інформації про нововведення, відповідна просвітницька діяльність
- Моніторинг та оцінка результатів, внесення коректив

## «Landesa» і Україна
«Landesa» з 1990 року займається ліквідацією наслідків неефективного використання земель колгоспами та відсутності на пострадянському просторі дієвої та якісної системи приватної власності в аграрному секторі.
«Landesa» брала участь в аграрній реформі в Україні та в розробці Земельного кодексу України.